# Destination Ailleurs
Destination Ailleurs est un album enregistré en 2010, réalisé en duo par le rappeur français Papillon Bandana et l'Américain Bizzy Bone.

## Artistes
Papillon Bandana est un ex-membre du groupe de rap La Clinique, créé par Doc Gynéco. Il est en duo avec Bizzy Bone, le membre le plus controversé du groupe Bone Thugs-N-Harmony. Des artistes français aux influences musicales West Coast répondent aussi à l'appel, notamment Duardo et DJ Ak.

## Production
En 2010, Papillon Bandana enregistre à Los Angeles l'album Destination Ailleurs, en duo avec Bizzy Bone. Les deux artistes se partagent les couplets durant les morceaux, de manière plus ou moins équitable. L'album compte 13 titres, la majorité étant réalisés en featuring avec un ou plusieurs autres artistes.
Destination Ailleurs aborde le thème de l'évasion, du voyage avec des titres comme Un autre monde, So High et Very Bad Trip.

## Liste des titres
| 1.  | Intro                             |                                |  |
| 2.  | So High (Lève ton verre en l'air) | Bizzy Bone                     |  |
| 3.  | Destination Ailleurs              | Bizzy Bone                     |  |
| 4.  | Summertime melody                 | Fingazz                        |  |
| 5.  | Besoin de personne                | Bizzy Bone                     |  |
| 6.  | Témoignages                       | Bizzy Bone                     |  |
| 7.  | Attiré par la lumière             | Bizzy Bone                     |  |
| 8.  | Question difficile                | Layzie Bone et Big Sloan       |  |
| 9.  | One Again                         | Bizzy Bone et Rma2n            |  |
| 10. | All day, everyday                 | Bizzy Bone et Le fou           |  |
| 11. | Very Bad Trip                     | Bizzy Bone et Duardo Vagabundo |  |
| 12. | Un autre monde (My world)         | Bizzy Bone et DJ Ak            |  |
| 13. | Outro                             |                                |  |

## Réception critique
Le site Rap FR réalise une critique positive de cet album, estimant en mars 2010 qu'il est « assurément la meilleure sortie de cette année pour l’instant ». L'auteur regrette cependant le manque de promotion dans le milieu du rap français, qui a mené à ce que « l’album soit arrivé en douce » alors qu'il aurait pu, selon lui, « faire grand bruit ».